# Ruggero Salar
Ruggero Salar (Crauglio, 14 ottobre 1918 – 10 giugno 1996) è stato un calciatore e allenatore di calcio italiano.

## Carriera

### Giocatore
Mediano dal fisico robusto, debutta in Serie B a 17 anni con il Taranto, squadra con cui disputa due stagioni in Serie B ed una in Serie C. Nel 1938 passa alla Triestina, dove disputa cinque campionati di Serie A segnando 6 gol, oltre al Campionato Alta Italia 1944. Nel dopoguerra gioca per due stagioni con la Roma, segnando una rete contro il Napoli nella stagione 1946-1947, ed infine passa alla Lucchese, sempre in Serie A, nel campionato 1947-1948. Chiude la carriera da calciatore in Serie B con il Venezia, con il Prato e infine con il Foligno.

### Allenatore
Dopo alcuni anni nei campionati dilettantistici, allena il Treviso in Serie C per due anni, poi la Mestrina ancora in Serie C per altri due anni, e dopo un anno in Serie D alla Lucchese (dove ritorna successivamente anche nella stagione 1970-1971 in Serie C), passa al Matera, dove ottiene una promozione in Serie C nel 1967-1968. Nel 1969-1970 è alla Turris in Serie D giungendo al primo posto, ma la squadra subisce una penalizzazione e non ottiene così la promozione.
Rimasto senza squadra nel corso della stagione 1971-1972 viene ingaggiato dalla Pro Mogliano (che stava disputando la Promozione regionale veneta) per sostituire l'allenatore-giocatore Eddy Sartori. Con la prima squadra biancoceleste si classifica al 3º posto in campionato, ma nella società moglianese egli è anche attivo collaboratore del settore giovanile. Coaudiuva in particolare l'allenatore Claudio Donà della formazione Allievi squadra con la quale si laurea vicecampione nazionale della categoria. E anche grazie a lui che viene "lanciato" il giovane Giuseppe Pillon. Rimane a Mogliano anche nella stagione successiva nella quale conquista un altro 3º posto
.
Lascia la Pro Mogliano a campionato 1973-74 iniziato chiamato in Serie C dal Viareggio dove non riesce ad evitare la retrocessione in Serie D. Infine torna per un altro anno a Matera.

## Palmarès

### Giocatore

#### Competizioni nazionali
- Serie C: 1

Taranto: 1936-1937

### Allenatore

#### Competizioni nazionali
- Serie D: 1

Matera: 1967-1968